# Stictopisthus javensis
Stictopisthus javensis là một loài tò vò trong họ Ichneumonidae.